# Azilsartan
Azilsartan (INN) là thuốc đối kháng thụ thể angiotensin II được sử dụng trong điều trị tăng huyết áp, được phát triển bởi Takeda. Nó được bán trên thị trường dưới dạng máy tính bảng dưới tên thương mại Edarbi là tiền chất azilsartan medoxomil (INN).

## Sử dụng trong y tế
Azilsartan được sử dụng để điều trị tăng huyết áp cần thiết ở người lớn.

## Chống chỉ định
Azilsartan không được sử dụng với aliskiren, chất ức chế renin, ở bệnh nhân tiểu đường vì điều này làm tăng nguy cơ tác dụng phụ nghiêm trọng. Giống như các thuốc hạ huyết áp khác hoạt động trên hệ thống renin-angiotensin, nó bị chống chỉ định trong tam cá nguyệt thứ hai và thứ ba của thai kỳ.

## Tương tác
Không có tương tác thuốc có liên quan đã được tìm thấy trong các nghiên cứu. Dựa trên kinh nghiệm với các loại thuốc khác hoạt động trên hệ thống angiotensin renin, người ta đưa ra giả thuyết rằng azilsartan có thể làm tăng độc tính của lithium và các loại thuốc khác làm tăng nồng độ kali, như thuốc lợi tiểu giữ kali.

## Dược lý

### Cơ chế hoạt động
Azilsartan medoxomil làm giảm huyết áp bằng cách ngăn chặn hoạt động của angiotensin II tại thụ thể AT1, một loại hormone làm co mạch máu và giảm bài tiết nước qua thận.

### Dược động học
Azilsartan medoxomil được hấp thu nhanh từ ruột, độc lập với lượng thức ăn. Nồng độ tối đa trong huyết tương đạt được sau một đến ba giờ. Enzyme gan CYP2C9 có liên quan đến sự hình thành hai chất chuyển hóa chính, không hoạt động dược lý; họ là những O -de ethylation và decarboxylation sản phẩm của azilsartan. Thời gian bán thải khoảng 11 giờ. 55% được bài tiết qua phân và 42% qua nước tiểu, trong đó 15% có mặt dưới dạng azilsartan và phần còn lại dưới dạng các chất chuyển hóa.

## Hóa học

Azilsartan medoxomil, tiền chất

Công thức thuốc chứa muối kali của azilsartan medoxomil (tên mã TAK-491), một este của azilsartan của nhóm carboxyl với rượu (5-methyl-2-oxo-1,3-dioxol-4-yl) methanol. Este này có nhiều lipophilic hơn bản thân azilsartan. 

## Lịch sử
Vào ngày 25 tháng 2 năm 2011, Cục Quản lý Thực phẩm và Dược phẩm Hoa Kỳ đã phê duyệt azilsartan medoxomil để điều trị huyết áp cao ở người lớn. Vào ngày 8 tháng 3 năm 2012, Bộ Y tế Canada đã phê duyệt loại thuốc điều trị tăng huyết áp cần thiết từ nhẹ đến trung bình. Ở Ấn Độ, nó có sẵn dưới dạng AZTRIC Azilsartan kamedoxomil 40 mg/80 mg * 240600 *